# Oullins
Oullins település Franciaországban, Métropole de Lyon különleges státuszú nagyvárosban (métropole: nagyjából „megyei jogú város”). Lakosainak száma 26 994 fő (2020. január 1.). Oullins La Mulatière, Chaponost, Lyon, Pierre-Bénite, Sainte-Foy-lès-Lyon és Saint-Genis-Laval községekkel határos.

## Népesség
A település népességének változása:
| Lakosok száma | 26 072 | 26 428 | 26 838 | 26 273 | 26 583 | 26 553 | 26 994 |
|               | 2013   | 2015   | 2016   | 2017   | 2018   | 2019   | 2020   |